# Sint-Matthiaskerk (Warmond)
De Sint-Matthiaskerk is een rooms-katholieke kerk aan de Herenweg 76 in Warmond. De kerk werd gebouwd in 1858 en is ontworpen door architect Theo Molkenboer en in neoromaanse stijl. Het is gebouw is een gemeentelijk monument. Achter de kerk bevindt zich een bos met onder andere een beeld van Maria. In het bos bevindt zich tevens de katholieke begraafplaats.